# Palazzo dei Conservatori

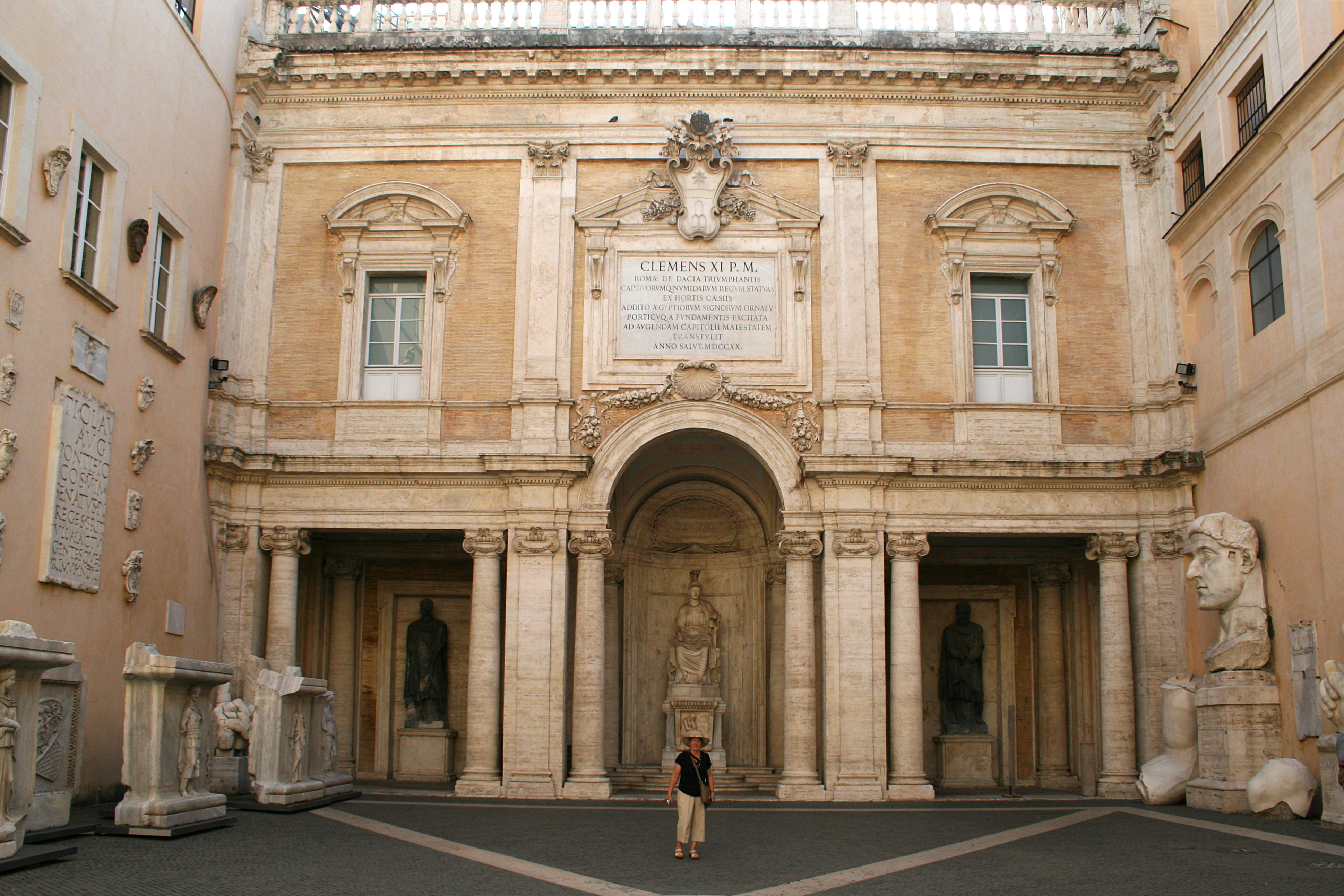
Cortile del palazzo dei Conservatori.

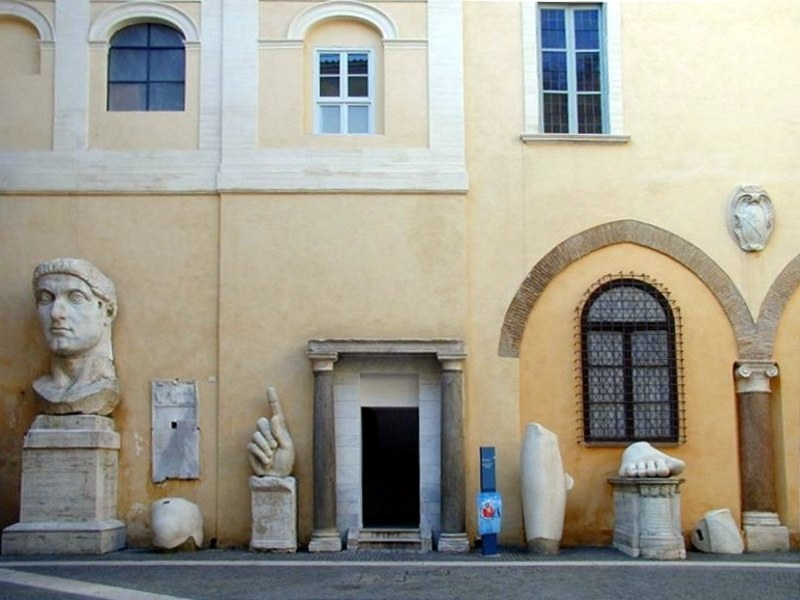
Nel cortile, resti della statua colossale di Costantino

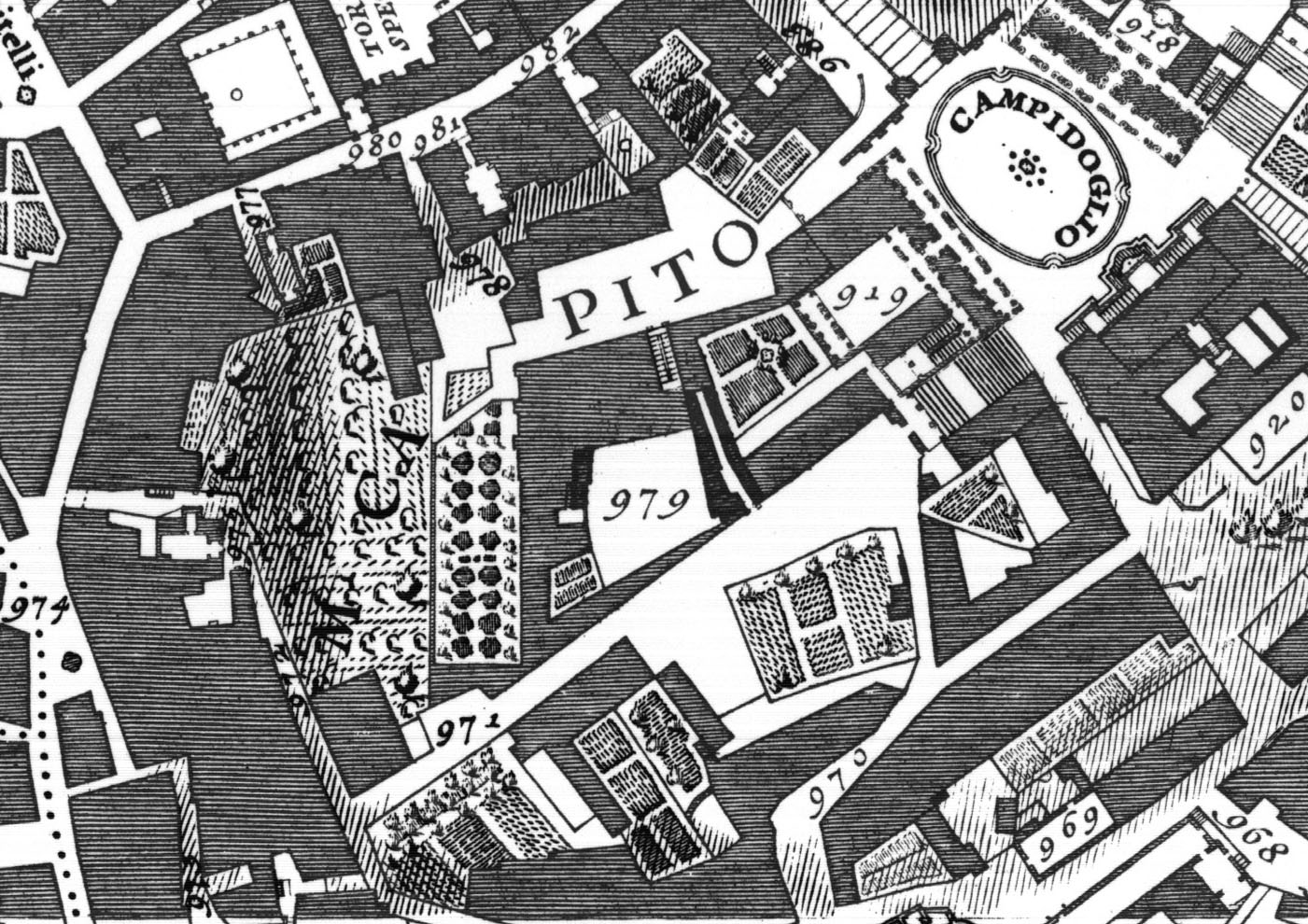
Il palazzo al n. 919 della pianta di G.B. Nolli

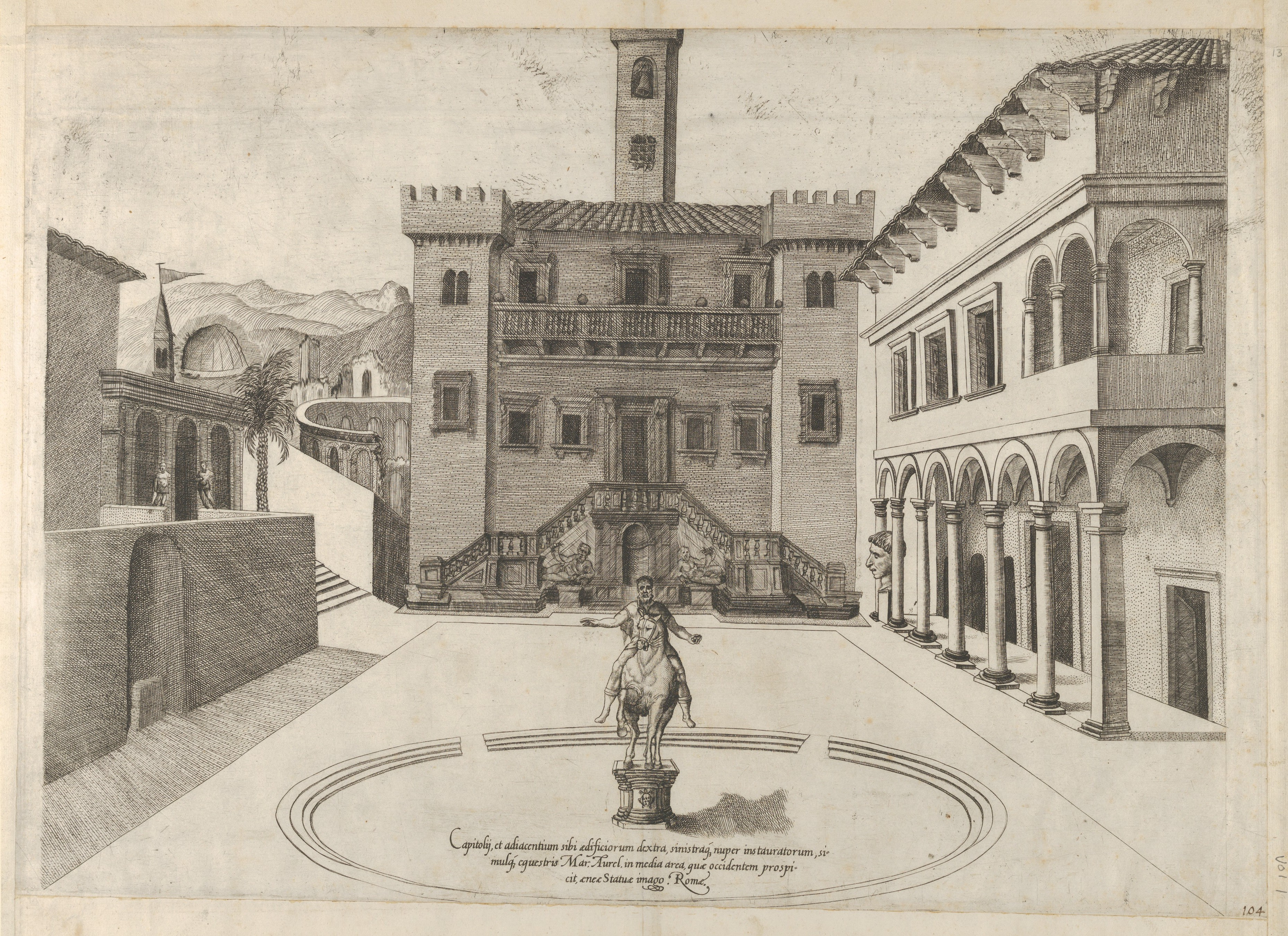
Piazza del Campidoglio e il palazzo dei Conservatori durante i lavori michelangioleschi

Il Palazzo dei Conservatori è situato in piazza del Campidoglio a Roma, a fianco del Palazzo Senatorio e di fronte al Palazzo Nuovo. Il palazzo dei Conservatori e il Palazzo Nuovo, insieme al Tabularium, costituiscono attualmente la sede espositiva dei Musei Capitolini, tra i musei romani più rappresentativi e visitati. 

## Storia
Il palazzo deve il suo nome per essere stato, quasi ininterrottamente per ben quattro secoli, la sede della magistratura elettiva cittadina, i Conservatori appunto, che, insieme al Senatore, amministravano la città. Esso fu fatto erigere da Niccolò V per rimarcare il potere del pontefice e la sua superiorità sulle autorità civiche. La costruzione avvenne mediante la trasformazione di preesistenti costruzioni che erano state la sede anche di un'altra istituzione: quella dei Banderesi che aveva governato la città durante i pochi decenni del governo del popolo.
Il progetto venne affidato a Bernardo Rossellino che disegnò la facciata del palazzo con un portico da dodici arcate al pian terreno e di una serie di sei finestre guelfe al piano nobile.
La nuova facciata fu disegnata da Michelangelo Buonarroti (che successivamente ridisegnò anche la piazza antistante), il quale però morì prima del termine dei lavori. Il suo progetto modificò dunque la facciata tardo-medievale originaria del palazzo, sostituendo il portico con alte paraste d'ordine gigante, poste su grandi piedistalli; le finestre piccole furono sostituite da una serie di finestre più ampie, tutte delle stesse dimensioni. I lavori furono continuati da Guido Guidetti e terminati nel 1568 da Giacomo Della Porta che seguì quasi fedelmente i disegni michelangioleschi, ad eccezione di una più ampia sala di rappresentanza al primo piano (e, conseguentemente, anche una finestra più grande rispetto alle altre).

## Il cortile
Il cortile del palazzo dei Conservatori ha sempre rappresentato, fin dalla prima formazione delle raccolte capitoline di antichità, una sorta di luogo privilegiato per la conservazione della memoria dell'antichità. Le opere che via via affluivano nel palazzo erano segno della continuità culturale e temporale lasciata dal glorioso mondo antico.

### Il suo aspetto nel XVI secolo
Nella fase precedente a quella attuale, il cortile aveva delle proporzioni molto diverse; più spazioso verso la facciata a causa dell'assenza del portico interno, presentava sulla destra un profondo porticato ad archi acuti ogivali in mattoni, sostenuti da colonne in granito con capitelli ionici di travertino e basi anch'esse in travertino, che permettevano l'accesso alle stanze del Capitano delle Appellazioni (il giudice d'appello) e del Consolato dei Boattieri.
Lì dove terminava il portico, si ergeva un muro che permetteva di sostenere il terreno retrostante al colle, tagliato per accrescere l'area.
La facciata interna, priva di finestre, presentava un'alta base sulla quale erano stati collocati i frammenti della statua colossale di Costantino e la statua di Ercole in bronzo dorato.
Alla parete sinistra si appoggiava una scala esterna, simile a quella di molti palazzi nobiliari. È probabile che sul muro di questa scala nel 1515 fossero collocati i tre rilievi aureliani (sacrificio al tempio di Giove Capitolino, trionfo di Marco Aurelio e barbari inginocchiati davanti a Marco Aurelio), già in Santa Martina sopra i quali si apriva una loggia retta da tre colonne di granito che immetteva negli appartamenti.
Al centro del cortile si trovava una cisterna, modificata nel 1522 ad opera di un architetto di cui si conosce solo il nome (Domenico). Il pavimento venne mattonato due anni dopo e la cisterna fu decorata con un nuovo vaso marmoreo sul quale vennero incisi i versi: Vas tibi condidimus-pluvia tu, Iuppiter, imple-praesidibusque tuae-rupis adesse velis.
Dopo il 1546 i frammenti dei fasti capitolini furono collocati "in capo al cortiglio", come racconta alla metà del secolo Aldovrandi. I testi vennero incastonati in una parete marmorea disegnata da Michelangelo e realizzata da Gentile Delfini, Bartolomeo Marliano e Tommaso de' Cavalieri.
Dopo il loro rinvenimento, le antiche pietre furono trasportate sul colle a ricostruite nel cortile per incrementare il prestigio storico e il valore ideale insito in esse. 
Michelangelo decise di incorniciare i fasti con una cornice semplice e sobria; un grande timpano coronava l'insieme e un'edicola a capitelli corinzi metteva in risalto le iscrizioni centrali.
Nel 1586 la collocazione dei fasti fu modificata; l'intera struttura michelangiolesca fu spostata nella sala dei Fasti antichi che ancora oggi prende il nome dalle celebri iscrizioni.

### Il cortile oggi

#### La statua colossale di Costantino
Sul lato destro si trovano i frammenti della celebre statua colossale dell'imperatore Costantino. Si tratta delle diverse parti della grande statua dell'imperatore, rinvenute nel 1486, sotto il pontificato di Innocenzo VIII, nell'abside occidentale della basilica di Massenzio al Foro Romano, portata a termine da Costantino. La statua, che rappresentava l'imperatore seduto in trono, secondo un modello riferibile alle statue di Giove, era costruita con la tecnica dell'acrolito: solo le parti nude del corpo erano lavorate in marmo, mentre le altre parti erano costituite da una struttura portante, poi mascherata da panneggi in bronzo dorato o addirittura di stucco. 
La testa, imponente nelle sue misure, mostra i tratti del volto spiccatamente segnati: la datazione dell'opera oscilla tra il 313, anno della dedica della basilica da parte di Costantino, e il 324, quando nei ritratti dell'imperatore comincia ad apparire il diadema, la cui presenza è suggerita da alcune tracce nel marmo.

#### I rilievi
Sul lato sinistro sono sistemati i rilievi con le province (l'Egitto, la Libia, la Moesia, la Dacia, la Gallia, l'Hispania e la Mauritania) e i trofei d'armi provenienti dal tempio di Adriano a piazza di Pietra. 
Alcuni dei rilievi, contrassegnati dagli stemmi dei conservatori, furono rinvenuti alla fine del XVI secolo, mentre gli altri vennero ritrovati, sempre nella stessa zona, a partire dal 1883. La serie dei rilievi, che mostra le personificazioni delle diverse province assoggettate all'Impero romano, riconoscibili dagli specifici attributi, era posta a decorazione del tempio dedicato nel 145 d.C. da Antonino Pio al suo predecessore e padre adottivo Adriano, divinizzato dopo la morte: la cura nei rapporti con le diverse province, che lo portarono a lunghi viaggi attraverso la sconfinata estensione dell'impero romano, fu una delle caratteristiche del regno di Adriano. 
Tutto il fianco destro del tempio, con 11 colonne scanalate sormontate da imponenti capitelli corinzi, si conserva in piazza di Pietra inglobato nel palazzo della Borsa.

#### Gruppo di statue colossali
Sul fondo del cortile, all'interno del portico costruito da Alessandro Specchi, appare il gruppo formato dalla statua seduta di Roma e dai due prigionieri in bigio morato, che Clemente XI acquistò nel 1720 dalla collezione Cesi. 
Il gruppo, già composto in questa forma, venne riprodotto in antiche incisioni quando ancora si trovava nel giardino di casa Cesi, in Borgo. La figura centrale, che rappresenta una divinità seduta derivata da un modello della cerchia fidiaca, fu trasformata in Roma con l'aggiunta degli attributi tipici di questa personificazione; la statua poggia su una base decorata nella parte anteriore da un rilievo rappresentante una provincia assoggettata, proveniente probabilmente dalla decorazione di un arco del I secolo d.C. e da due rilievi con trofei.
Le due figure colossali di barbari, le teste dei quali sono state aggiunte in epoca moderna, rese particolarmente preziose dall'uso del raro marmo bigio, possono essere avvicinate alla serie dei prigionieri Daci creata per la decorazione del foro di Traiano.

## L'Appartamento dei Conservatori
Oltre al celebre cortile, un altro luogo notevole è l'Appartamento dei Conservatori, ovvero la serie di sale di rappresentanza dei magistrati cittadini. In particolare, la grande Sala degli Orazi e dei Curiazi è talvolta utilizzata ancora oggi per eventi istituzionali. Tra le altre sale più celebri, la Sala della Lupa, che ospita la celebre scultura della Lupa Capitolina simbolo della città, opera forse di epoca Medievale.

## Le celebrazioni europee
In Epoca moderna, il Palazzo ha ospitato la firma del Trattato di Roma il 25 marzo 1957 alla presenza dei rappresentanti delle sei paesi fondatori della Comunità Economica Europea. Tale evento è stato tenuto nella grande Sala degli Orazi e dei Curiazi. Tale firma è stata celebrata sessant'anni dopo, nel 2017, nella stessa sala, alla presenza dei 27 rappresentanti dell'Unione Europea.
Il 29 ottobre 2004 la Sala degli Orazi e i Curiazi ha ospitato la firma della Costituzione europea.